# Tetragondacnus
Tetragondacnus is een monotypisch geslacht van straalvinnige vissen uit de familie van de parelvissen (Carapidae).

## Soort
- Tetragondacnus spilotus Anderson & Satria, 2007